# Jenny Armstrong
Jennifer Margaret "Jenny" Armstrong OAM  (Dunedin, 3 de abril de 1971) é uma velejadora australiana campeã olímpica da classe 470.

## Carreira
Jenny Armstrong representou seu país nos Jogos Olímpicos de 1992, 2000 e 2004, na qual conquistou a medalha de ouro classe 470 em 2000.